# Btirsa
Koordinaten: 35° 40′ 17″ N, 36° 32′ 30″ O

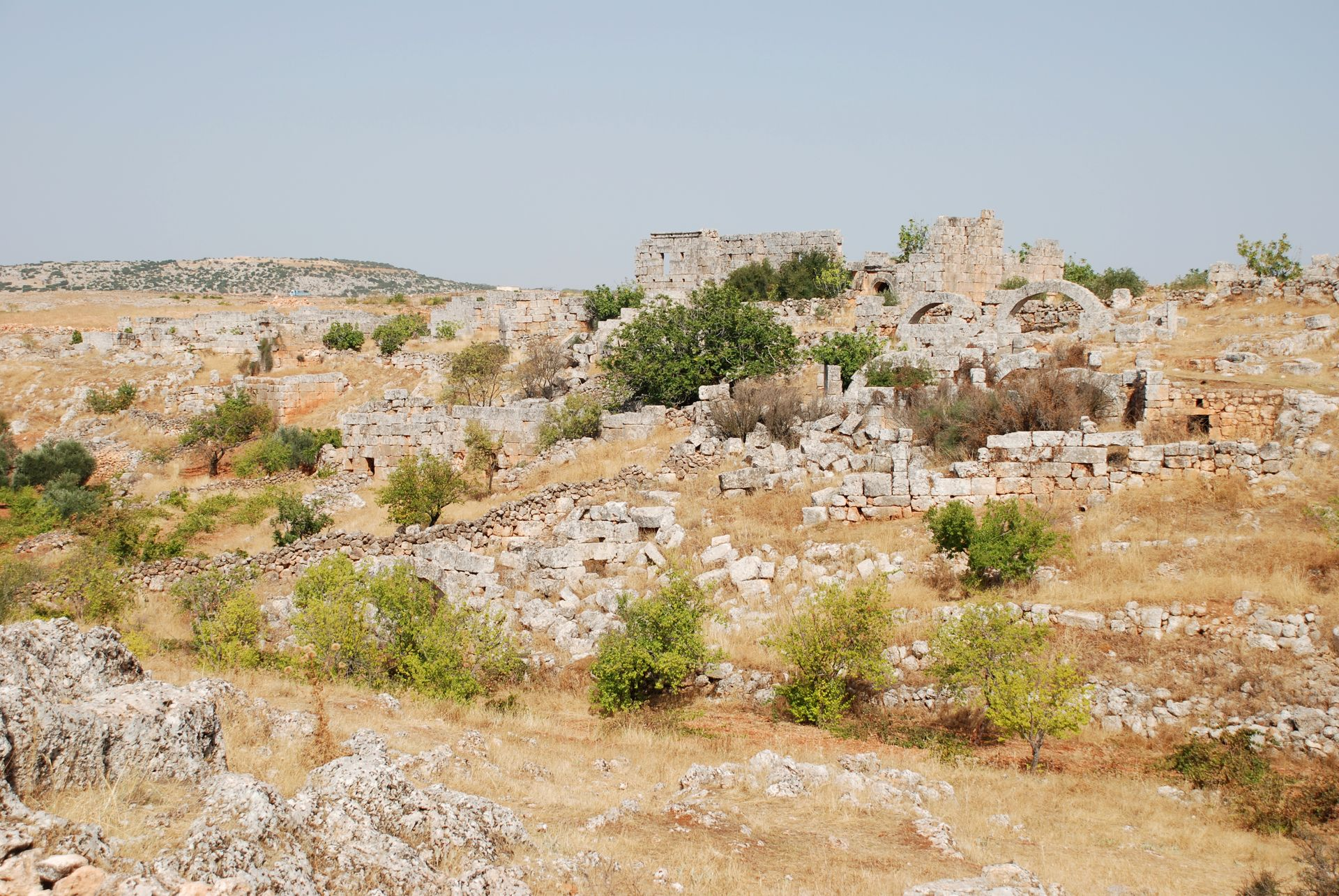
Ruinenfeld mit ehemaligen Residenzen

Btirsa war eine frühbyzantinische Siedlung im Gebiet der Toten Städte im Westen von Syrien. 
Die Ruinenstätte von Btirsa liegt im Gouvernement Idlib im Gebiet des Dschebel Zawiya, dem südlichen Teil des nordsyrischen Kalksteinmassivs. Von Maarat an-Numan führt eine Straße nach Westen zur 10 Kilometer entfernten Kleinstadt Kafr Nabl. Am westlichen Stadtrand zweigt eine Straße Richtung Serjilla und Al-Bara nach Norden ab. Sie erreicht nach 5,5 Kilometern Btirsa. In nächster Umgebung sind die Reste weiterer Siedlungen aus spätrömischer und frühbyzantinischer Zeit von der Straße aus zu sehen. Nach Norden führt die Straße 2,5 Kilometer nach Ba'uda und nochmals 2 Kilometer bis zur größeren und bekannteren Ruinenstätte Serjilla. In antiker Zeit gehörte Btirsa zur Verwaltungsregion Apamene und war der Stadt Apameia zugeordnet. Wie zur Blütezeit des Ortes im 4. bis 6. Jahrhundert werden in der Umgebung Olivenbäume und Weintrauben angepflanzt.
Von den einstigen massiv aus Kalksteinquadern gemauerten Residenzen sind nur noch geringe Reste erhalten. Die einzige Kirche des Ortes gehörte zu den kleinsten im Gebiet des Dschebel Zawiya. Melchior Comte de Vogüé fertigte in den 1860er Jahren eine erste Skizze an, nach der amerikanischen Expedition von 1899 zeichnete Howard Crosby Butler einen Grundriss und gab eine kurze Beschreibung. Ähnlich erwähnt Joseph Mattern 1933 die Kirche.
Die dreischiffige Säulenbasilika aus dem 5. Jahrhundert besaß eine halbrunde Apsis innerhalb einer geraden Ostwand, der nördliche der beiden seitlichen Nebenräume war das Martyrion (Reliquienkammer). Es gab zwei Eingänge an der südlichen Längswand, eine Tür in der Westwand und vermutlich eine geschlossene Nordwand. Entlang der Südfassade war ein Säulenportikus angebaut. Butler fand die Ostwand und die Ecke des südlichen Nebenraumes noch in situ, seither sind die oberen Teile eingestürzt. Die Mittelwände des Kirchenschiffs wurden von jeweils sieben Säulen getragen. Zehn der Säulenkapitelle befanden sich in nahezu ungestörter Fundlage am Boden. Sie zeigen den toskanischen Stil und den korinthischen Stil mit glattem Akanthus. Diese Kombination kommt gleichermaßen bei der Hausarchitektur des 5. und 6. Jahrhunderts vor.
Einzigartig für ganz Syrien, abgesehen von der ältesten Kirche von al-Bara, ist bei dieser Kirche, dass auf den enggestellten Säulen flache Architravsteine auf Konsolenkapitellen auflagen anstelle der üblichen Rundbögen. Für den Bau kommt eine lokale Werkstätte in Frage.